# Félix Ziem
Félix François Georges Philibert Ziem (ur. 26 lutego 1821 w Beaune, zm. 10 listopada 1911 w Paryżu) – francuski malarz pejzażysta, przedstawiciel szkoły z Barbizon, prekursor impresjonizmu.

## Życiorys
Był z pochodzenia Chorwatem. Studiował architekturę w Akademii Sztuk Pięknych (École des Beaux-Arts) w Dijon, działając następnie w zawodzie architekta. Malarstwem zajął się intensywnie, podróżując po krajach śródziemnomorskich i przebywając dłużej w Marsylii, Wenecji, Neapolu, Konstantynopolu. Do Paryża powrócił w 1838. Od 1840 pracował we własnym studio na Montmartre, gdzie powstało kilkadziesiąt obrazów.
Systematycznie wystawiał w paryskim Salonie od 1849. Po osiągnięciu sukcesu finansowego aktywnie wspierał młodych artystów. W 1857 został kawalerem orderu Legii Honorowej, w 1878 jego oficerem i w 1908 komandorem. Pochowany na paryskim cmentarzu Père Lachaise.
Inspirowany widokami miejsc odwiedzanych malował przede wszystkim pejzaże, lecz również martwe natury i portrety. Ukształtowany w atmosferze romantyzmu, w przedstawieniach pejzażowych stwarzał liryzm przy użyciu barwy. Jego dekoracyjne (często nacechowane ezgotyzmem) i rozświetlone pejzaże – z Konstantynopola i Wenecji, lecz także z Holandii, Antwerpii i Prowansji – przyniosły mu sukces i były wyróżniane nagrodami. Zaliczano go do malarzy orientalistów i prekursorów impresjonizmu.
Jego twórczy dorobek szacuje się na przeszło 10 tys. płócien (z uwzględnieniem powtarzanych w licznych egzemplarzach), z czego jedynie 527 egz. znajduje się we francuskich muzeach publicznych. Istotną część zgromadzono w powstałym w 1908 muzeum artysty w prowansalskim Martigues, w muzeum rodzinnego Beaune oraz w różnych zbiorach Paryża (m.in. w Luwrze). W 1878 został odznaczony Krzyżem Oficerskim Legii Honorowej, a w 1905 Krzyżem Komandorskim Legii Honorowej.

## Galeria

Przykłady twórczości w obcych zbiorach muzealnych
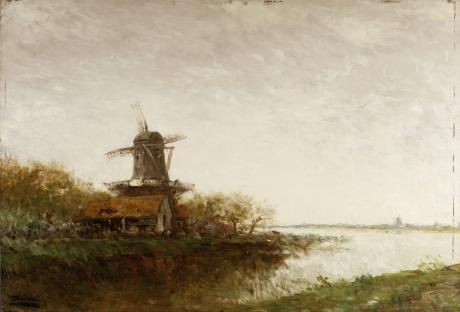
Wiatrak holenderski (Frankfurt nad Menem)
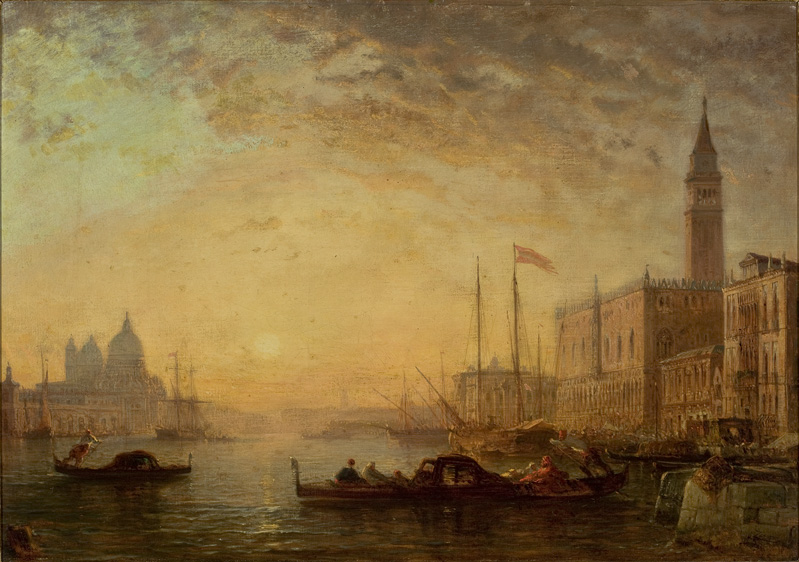
Wielki Kanał w Wenecji (São Paulo)
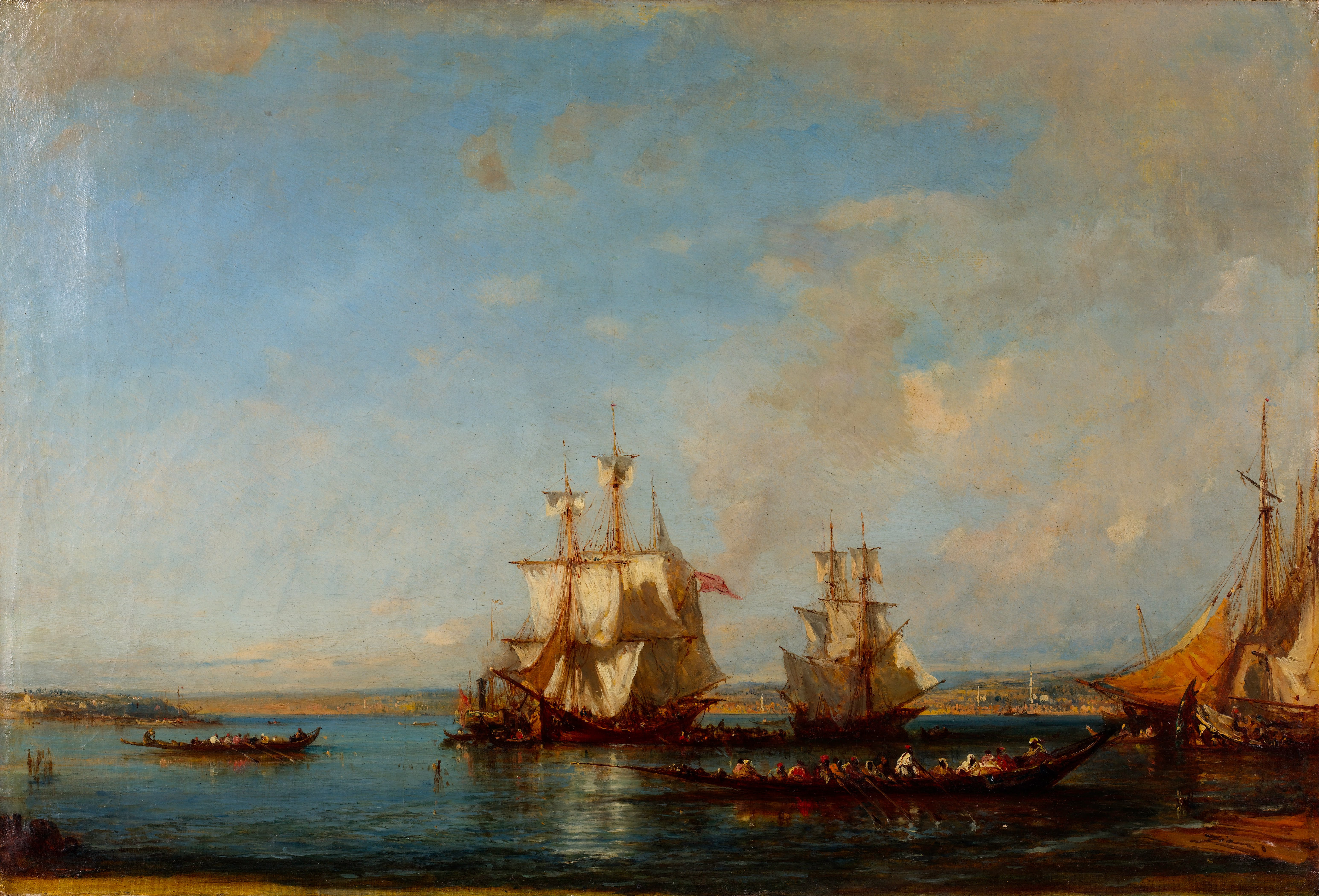
Żaglowce i łodzie w Bosforze (Stambuł)
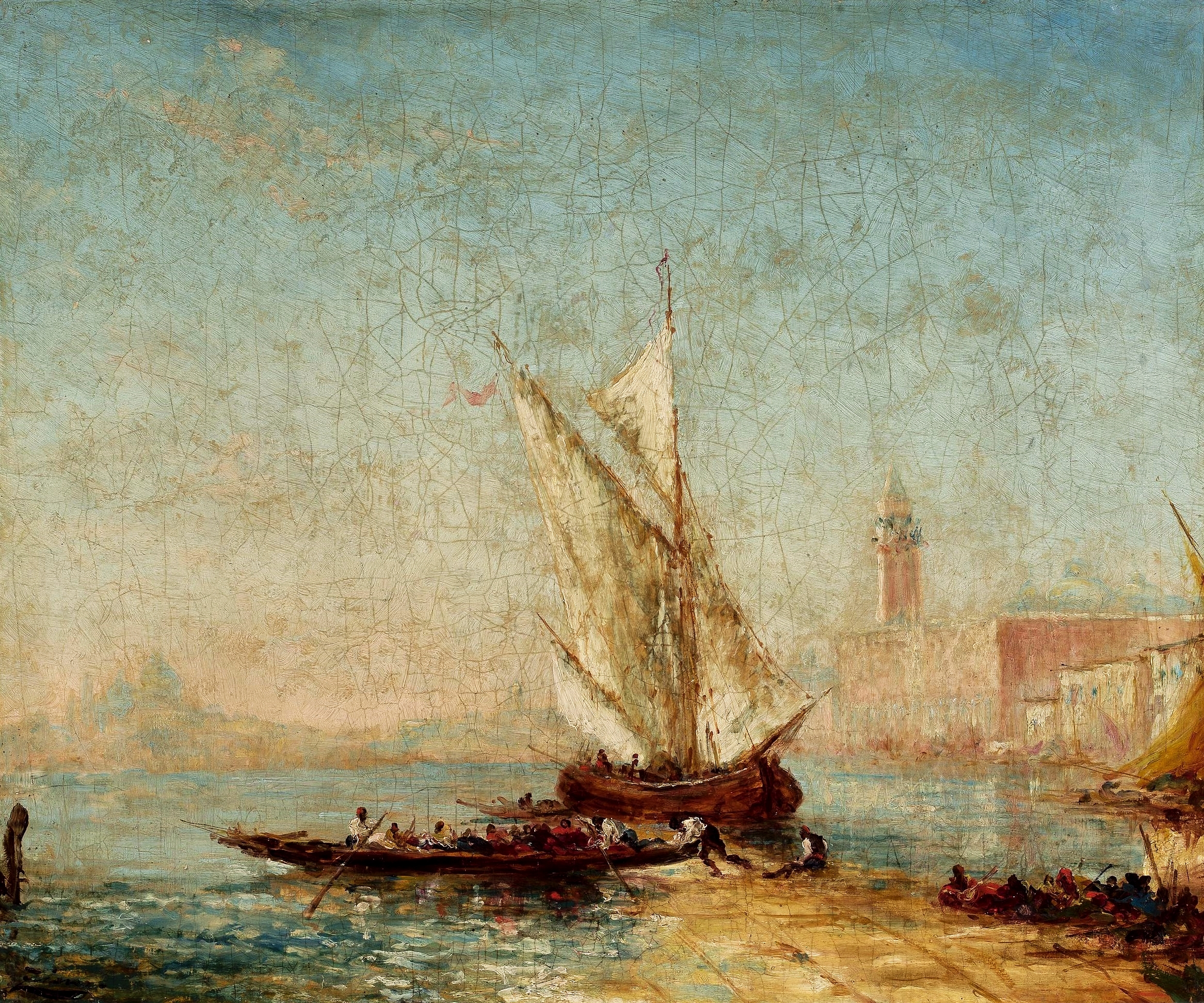
Wenecja – Riva degli Schiavoni (Warszawa)
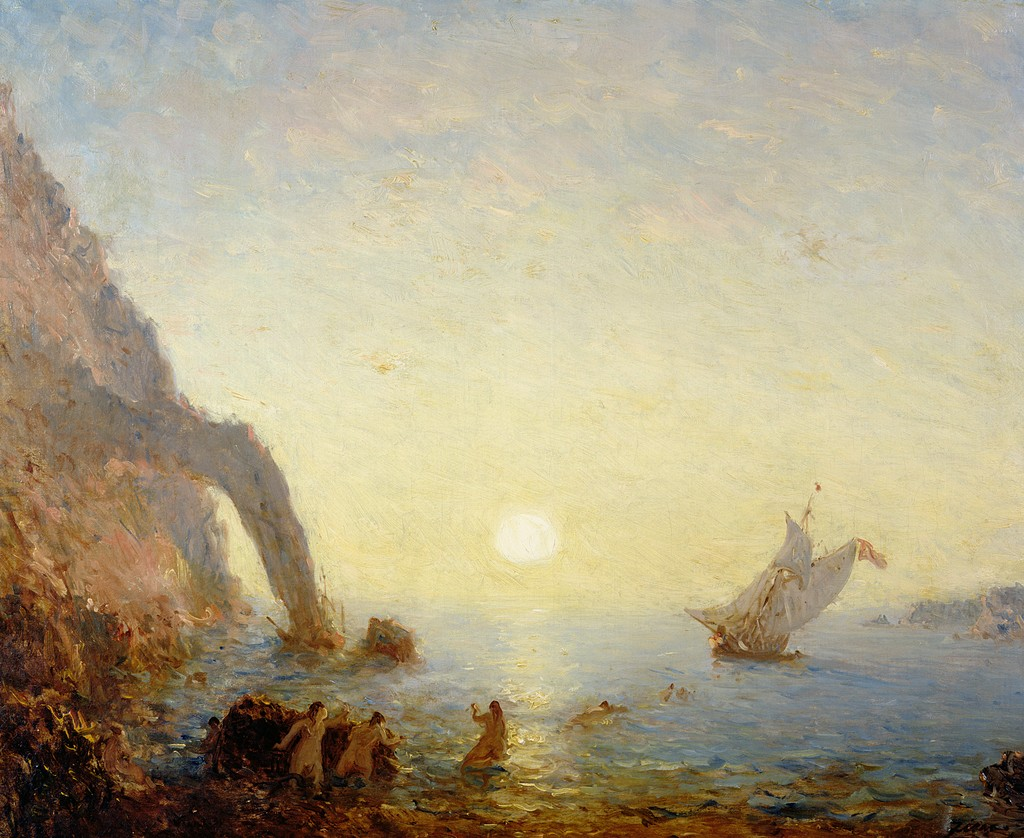
Zew syren (zbiory prywatne)
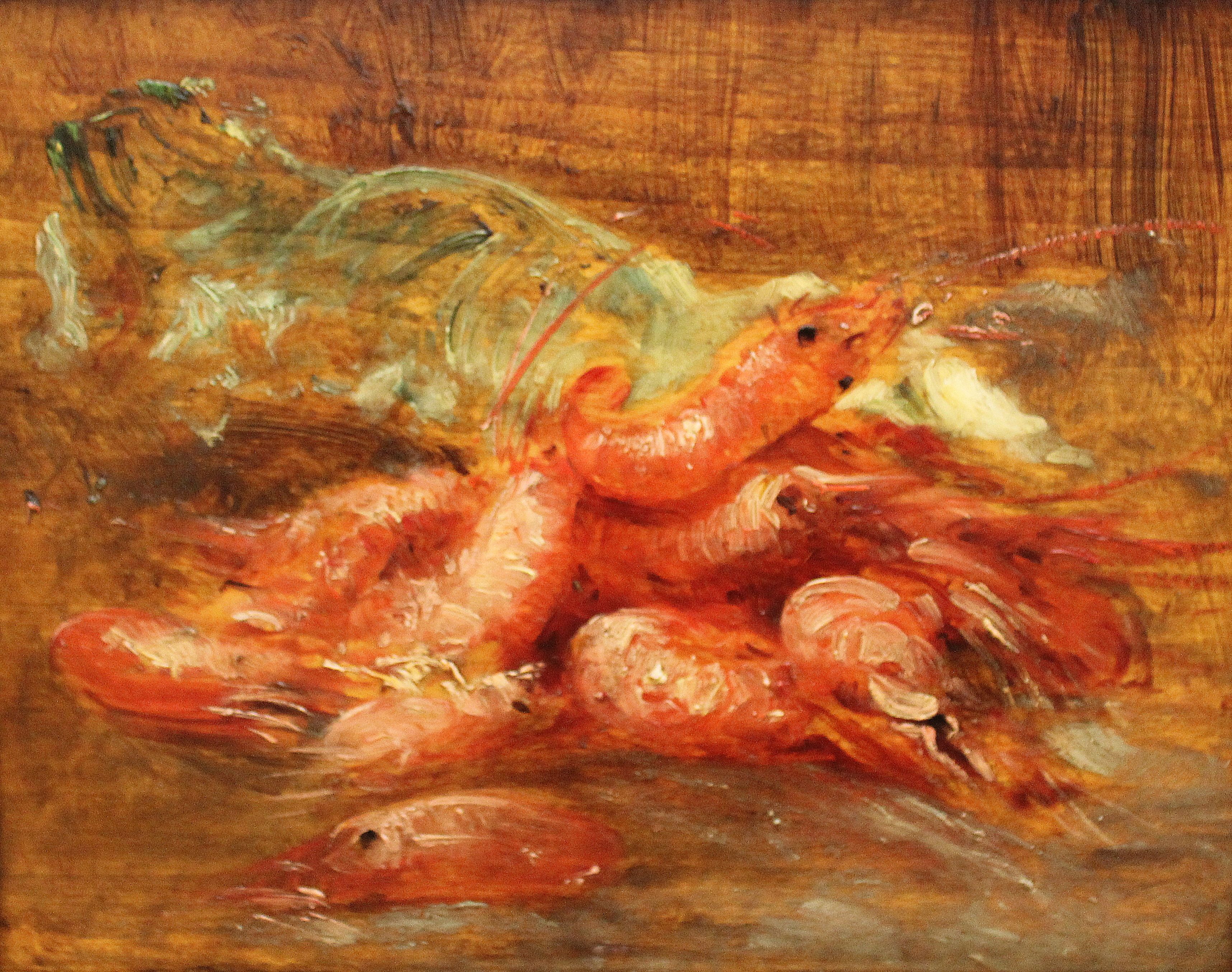
Martwa natura – wielkie krewetki (Lipsk)
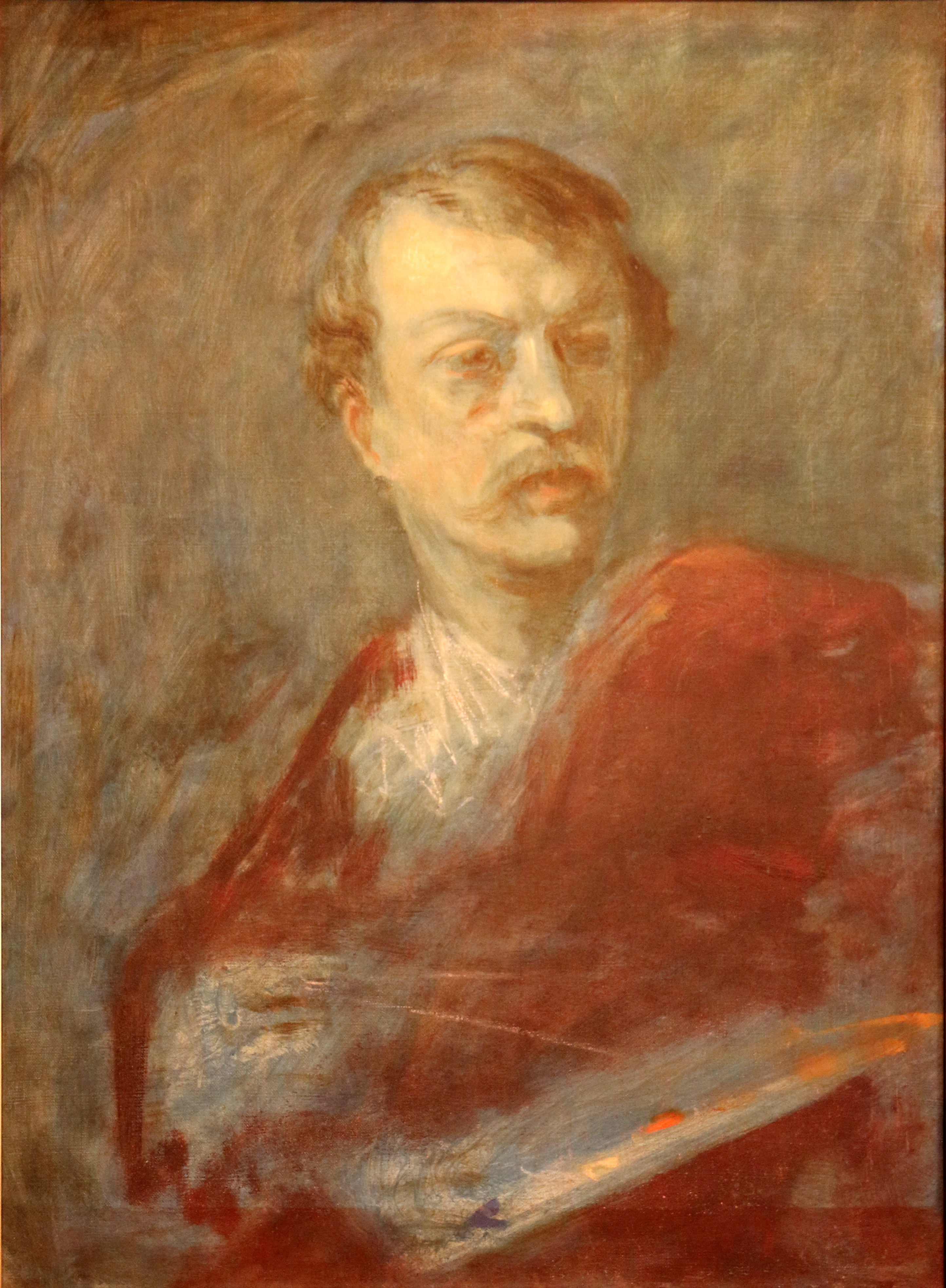
Autoportret (Martigues)